# Іта О'Браєн
Іта О'Браєн (англ. Ita O'Brien, нар. 1964 , Англія ) — британська координаторка інтимності та постановниця сценічного руху в кіно, телебаченні й театрі. Викладає в британських акторських школах. Розробила настанови «Інтимність на знімальному майданчику». Працювала на Amazon, BBC, HBO та Netflix.

## Життєпис
О'Браєн виросла в Бромлі, Лондон, Англія, куди її батьки приїхали з Ірландії — мати з Кукстауну, щоб вчитися на акушерку, родина батька з Клонмелю, коли йому було 10 років.
З 3 років Іта навчалася балету. Після навчання в Королівській академії танцю та театральній школі «Буш Девіс» 10 років працювала танцівницею музичного театру.
В 1998 закінчила театральну школу «Брістоль Олд Вік» і 8 років працювала акторкою театру і телебачення. У 2007 здобула ступінь магістра мистецтв в Королівській центральній школі мови та драми та почала працювати викладачкою та постановницею сценічного руху.
Створюючи з 2014 року свою роботу про сексуальне насильство «Does My Sex Offend You?» («Чи моя стать/мій секс тебе ображає?»), О'Браєн почала розробляти способи безпечно працювати з інтимними темами. 2017 року опублікувала проєкт настанов для захисту акторів, який отримав підтримку британської організації «Жінки в кіно і телебаченні». З 2018 року вона почала навчати практиці координації інтимності, зокрема в США та Новій Зеландії.
Настанови Іти О'Браєн «Intimacy On Set» («Інтимність на знімальному майданчику») стали одним з джерел для «Керівництва з інтимності для сцени і екрану», опублікованого в 2020 австралійською профспілкою «Альянс ЗМІ, розваг та мистецтв».
2021 року Мікаела Коел на церемонії нагородження БАФТА присвятила свою премію за найкращу жіночу роль в «Я можу знищити тебе» Іті О'Браєн, дякуючи за її роботу над серіалом. Загалом О'Брайен працювала над 6 телевізійними постановками, що були номіновані на БАФТА 2021 року.
У січні 2022 року О'Брайен стала першою координаторкою інтимності, яку найняли у Великій Британії для постановки опери в Королівському оперному театрі. 2023 року почала працювати режисеркою інтимності в оперному театрі Барселони.
У січні 2023 року О'Браєн стала номінанткою премії Girls On Film у категорії Feminist Superhero. Того ж року започаткувала дворічний навчальний курс для координаторів інтимності в Академії театрального мистецтва Маунтвью у партнерстві з Університетом Східної Англії.

## Фільмографія
Крім театральних постановок, серед робіт О'Браєн більше тридцяти в якості координаторки інтимності в кіно і телебаченні.
| Рік       |                          | Назва                         | Оригінальна назва                   | Як   | Як                                                |
| Рік       | Координаторка інтимності | Назва                         | Оригінальна назва                   | Інше |                                                   |
| --------- | ------------------------ | ----------------------------- | ----------------------------------- | ---- | ------------------------------------------------- |
| 2016      | ф                        | Нова ера Z                    | The Girl with All the Gifts         |      | заступниця постановника сценічного руху           |
| 2016      | с                        | Люди                          | Humans                              |      | асистентка постановника сценічного руху (2 сезон) |
| 2017—2018 | с                        | Електричні сни Філіпа К. Діка | Philip Dream Dick's Electric Dreams | Так  | також постановниця сценічного руху                |
| 2019      | с                        | Вартові                       | Watchmen                            | Так  |                                                   |
| 2019—2020 | с                        | Сексуальна освіта             | Sex Education                       | Так  |                                                   |
| 2019—2022 | с                        | Джентльмен Джек               | Gentleman Jack                      | Так  |                                                   |
| 2020      | с                        | Нормальні люди                | Normal People                       | Так  | також тренерка з інтимності                       |
| 2020      | с                        | Я можу знищити тебе           | I May Destroy You                   | Так  |                                                   |
| 2021      | с                        | Це гріх                       | It's a Sin                          | Так  |                                                   |
| 2021—2023 | с                        | Фундація                      | Foundation                          | Так  | головна координаторка інтимності                  |
| 2024—2025 | с                        | Агентство                     | The Agency                          | Так  | головна координаторка інтимності                  |

## Твори та публікації
- April's fool — вистава, 2009[2].
- The Faun — вистава (в співавторстві), 2012[2].
- Does My Sex Offend You? — R&D, 2015.
- From grounded foot to leaping foot / Debbie Green, Ita O'Brien // Theatre, Dance and Performance Training. — 2012. — Vol. 3, iss. 1 (30 March). — P. 99-118. Архівовано з джерела 21 березня 2019.
- Intimacy on Set Guidelines  / Ita O'brien // Intimacy on Set. — 2016-2019. — У Вікіджерелах.